# Галкино (Тотемский район)
Галкино — деревня в Тотемском районе Вологодской области.
Входит в состав Толшменского сельского поселения, с точки зрения административно-территориального деления — в Никольский сельсовет.
Расстояние по автодороге до районного центра Тотьмы — 107 км, до центра муниципального образования села Никольское — 7 км. Ближайшие населённые пункты — Аникин Починок, Лобаново, Синицыно, Суровцово, Трызново.
По данным переписи в 2002 году постоянного населения не было.